# Poźrzadło Wieś
Poźrzadło Wieś – nieczynny przystanek stargardzkiej kolei wąskotorowej w Poźrzadle, w województwie zachodniopomorskim, w Polsce. Przystanek został zlikwidowany w 1945 roku.